# Saison 2 d'Un village français
Chronologie
Saison 1 d'Un village français Saison 3 d'Un village français
Cet article présente le guide des épisodes de la deuxième saison de la série télévisée Un village français.

## Épisode 1:La loterie
- Numéros : 7 (2-01)
- Diffusion(s) :
  -  France : 13 octobre 2009 sur France 3
- Audience(s) : 4,50 M
- Résumé : 10 janvier 1941. De Kervern et son ami Alfred gagnent à la loterie. Le même jour, Alfred décède et De Kervern découvre qu'il organisait un réseau d'informations avec l'aide d'une prostituée, Natacha. Il décide de prendre sa place dans le réseau. Marcel est toujours en prison et Gustave vit avec les Larcher qui sont sur le point d'adopter officiellement Tequiero. Daniel soupçonne une relation entre Jean et sa femme et lui trouve un logement pour qu'il quitte leur maison. Jean se sert de Gustave pour faire tomber Suzanne, la postière.

## Épisode 2:L'engagement
- Numéros : 8 (2-02)
- Diffusion(s) :
  -  France : 13 octobre 2009 sur France 3
- Audience(s) : 4,50 M
- Résumé : 5 février 1941. Jean Marchetti fait une bavure et arrête à tort un officier Allemand, Heinrich. Il risque la révocation et cherche un moyen de pression. Il découvre que Larcher fournit Heinrich en morphine et demande de l'aide à Hortense, avec qui il commence une liaison. Marcel sort de prison et retrouve Gustave. Marie rejoint le réseau de renseignement de De Kervern. Bériot fait sa déclaration à Lucienne qui se méprend et pense que c'est Kurt. Daniel décide de faire suivre sa femme. Heinrich offre à Jean une promotion s'il démasque le réseau de renseignements.

## Épisode 3:La leçon de choses
- Numéros : 9 (2-03)
- Diffusion(s) :
  -  France : 20 octobre 2009 sur France 3
- Audience(s) : 4,00 M
- Résumé : 12 février 1941. Bériot, le directeur de l'école, est emprisonné pour détention illégale d'un fusil à la suite d'une dénonciation anonyme. Lucienne lui promet de tout tenter pour le faire libérer. Pendant ce temps, sur ordre d'Heinrich, Jean est sur la piste du réseau de renseignement que De Kervern dirige à Villeneuve. L'intervention involontaire de Raymond sauve Marie sur le point d'être démasquée. Cependant, Jean est muté à Dijon sur demande de Daniel qui ayant fait suivre sa femme, découvre leur liaison.

## Épisode 4:Votre nom fait un peu juif
- Numéros : 10 (2-04)
- Diffusion(s) :
  -  France : 20 octobre 2009 sur France 3
- Audience(s) : 4,00 M
- Résumé : 4 mars 1941. Alors qu'il trinque à l'amitié franco-allemande avec le Kreiskommandant Von Ritter, Raymond Schwartz découvre une inscription sur le mur de son usine : « Schwartz sale youpin ». Désormais, Raymond va devoir prouver qu'il n'est pas Juif s'il veut pouvoir garder son entreprise. Pendant ce temps, De Kervern avec l'aide de Marie, doivent faire passer une famille juive belge de l'autre côté de la ligne de démarcation.

## Épisode 5:Danger de mort
- Numéros : 11 (2-05)
- Diffusion(s) :
  -  France : 27 octobre 2009 sur France 3
- Audience(s) : 4,00 M
- Résumé : 10 mars 1941. Lorrain a disparu après avoir découvert non seulement l'appartenance de Marie au réseau, mais aussi sa relation avec Raymond. Pour De Kervern, il faut absolument retrouver Lorrain avant qu'il ne les dénonce aux Allemands. Marcel doit accueillir chez lui une réunion du Parti Communiste pour la venue d'un "camarade important". À la suite d'un quiproquo entre Marcel et son fils Gustave, l'enfant se retrouve au commissariat, après avoir essayé d'acheter de la nourriture avec des tickets de rationnement.

## Épisode 6:Le coup de grâce
- Numéros : 12 (2-06)
- Diffusion(s) :
  -  France : 27 octobre 2009 sur France 3
- Audience(s) : 4,00 M
- Résumé : 11 mars 1941. Marie et Raymond sont faits prisonniers par Lorrain qui, entre désespoir et rage folle, menace à chaque instant de les tuer. De Kervern parvient à les sauver et Raymond quitte Marie pour retourner vers sa femme. Le Kreiskommandant Von Ritter annonce à Raymond Schwartz son départ de Villeneuve : il a été muté en Bohème. Heinrich parvient à identifier tous les membres du réseau : Natacha, De Kervern et Marie. Il se rend aux Essarts. Il les poursuit avec la police. Finalement, ceux-ci sont reclus dans une maison abandonnée avec Lorrain. Natacha est tuée involontairement par ce dernier à bout de nerfs à cause de la liaison de sa femme et de Raymond. Marie, dégoûtée de son mari, et parce qu'il en sait trop le tue d'une balle dans la tête.